# Karl Gärtner (General)
Karl August Gärtner, auch Don Carlos Gärtner, (* 18. Oktober 1811 in Wieda; † 8. März 1869 in Madrid) war ein spanischer Generalmajor deutscher Herkunft.

## Leben
Als Sohn eines unteren Hüttenbeamten und Eisenhüttenfachmanns geboren, studierte Gärtner ab 1829 Rechtswissenschaften in Jena. Während seines Studiums wurde er 1829 Mitglied der Jenaischen Burschenschaft. Er war befreundet mit Gustav Körner und Maximilian Heinrich Rüder. Er verließ entweder bereits 1831 Deutschland und ging nach Belgien, wo er als Leutnant in die neu geschaffene Armee eintrat oder er ging erst nach dem Frankfurter Wachensturm 1833 nach England, um in einer dort aufgestellten Fremdenlegion für die Rechte der Königin Maria II. Gloria von Portugal gegen ihren Bruder Dom Miguel zu kämpfen. Später diente er in Spanien der Infantin Isabella gegen die Thronansprüche von Don Carlos. Im Karlistenkrieg von 1833 bis 1839 war er unter Förderung von Ramón María Narváez zuletzt als Brigadegeneral eingesetzt. Mit diesem war er in einer Kommission ein Jahr lang in Paris, um die französische Militärorganisation zu studieren. In Paris heiratete er die deutlich jüngere Olympia Vaillant de la Haye. 1864 wurde er Generalmajor und war dann Kommandant beim Aufstand in Barcelona sowie Festungskommandant. Er wurde Vizegouverneur von Granada und kehrte 1865 nach Madrid zurück, wo er 1869 als Generalgouverneur starb.
Er veröffentlichte als Kenner der Militärgeschichte in französischen und spanischen Fachzeitschriften.

## Ehrungen
- Orden Carlos III.
- Ritter der französischen Ehrenlegion